# Тор: Кривава присяга
«Тор: Кривава присяга» (англ. «Thor: Blood Oath») — обмежена серія коміксів з шести випусків, опублікована видавництвом Marvel Comics у 2005 році. Авторами серії є Майкл Ейвон Омінґ і художник Скотт Колінз. 
Комікс розповідає про Тора і Трійку воїнів — Гоґун, Фандрал та Вольстаґґ, і про події, що сталися з ними в період після щорічника «Journey into Mystery Annual #1» (укр. «Подорож у таємницю. Щорічник #1»), але перед «Journey into Mystery #125» (укр. «Подорож у таємницю #125»). Початкова назва — «Thor: Tales of Asgard» (укр. «Тор: Асґардські казки»).

## Сюжет
Після перемоги над Поглиначем, Тор повертається в Асґард, де виявляє, що Трійка воїнів очікує суд за випадкове вбивство велетня. Як покарання їм було доручено відправитися в різні світи Іґґдрасілля і знайти те, що зможе воскресити велетня. До таких речей належать Золоті яблука Іґґдрасілля, які охороняються гігантським орлом; шкіра чарівної свині Діоніса на Олімпі, яка охороняється Геркулесом; спис Луг кельтських племен Туата Де Дананн, що охороняється Кухуліном; меч Кусанагі-но цуругі з Японії, що охороняється Аматсу Мікабоші. Тор викликається йти з ними, але змушений залишити свій Мйольнір.

## Колекційні видання
- «Thor: Blood Oath» (укр. «Тор: Кривава присяга»; 144 сторінки, тверда палітурка, березень 2006, ISBN 0-7851-2274-5)
- «Thor: Blood Oath» (укр. «Тор: Кривава присяга»; 144 сторінки, м'яка палітурка, грудень 2006, ISBN 0-7851-1852-7)